# Freyellaster
Genre
Freyellaster est un genre d'étoile de mer de la famille des Freyellidae.

## Liste d'espèces
Selon World Register of Marine Species (19 janvier 2015) :
- Freyellaster fecundus (Fisher, 1905)
- Freyellaster intermedius Hayashi, 1943 -- Japon
- Freyellaster polycnema (Sladen, 1889) -- Pacifique sud-ouest
- Freyellaster scalaris (A.H. Clark, 1916) -- Galápagos
- Freyellaster spatulifer (Fisher, 1916)